# Narcisse Yaméogo
Narcisse Yaméogo (ur. 19 listopada 1980 w Wagadugu) – burkiński piłkarz grający na pozycji pomocnika.

## Kariera klubowa
Karierę piłkarską Narcisse rozpoczął w klubie ASF Bobo-Dioulasso. W 1998 zadebiutował w jego barwach w pierwszej lidze burkińskiej. W ASFA Yennega grał do 2001 roku.
W 2001 Narcisse przeszedł do senegalskiego klubu ASC Jeanne d’Arc z Dakaru. W 2002 i 2003 wywalczył z nim mistrzostwo Senegalu. W 2003 został piłkarzem SC Braga. Po rozegraniu 4 spotkań w pierwszej lidze portugalskiej przeszedł w 2004 do drugoligowego Portimonense SC. W 2006 trafił do SC Olhanense, a w 2007 do GD Ribeirão. Z kolei w 2008 grał w Riffa SC z Bahrajnu, a w latach 2008–2009 ponownie w Portimonense.
W połowie 2009 Narcisse został piłkarzem azerskiego Mughan Salyan. W lidze azerskiej zadebiutował 14 sierpnia 2009 w wygranym 1:0 domowym meczu ze Standardem Sumgait.
W 2010 roku Narcisse został piłkarzem União Madeira. Karierę kończył w 2012 roku w AD Camacha.

## Kariera reprezentacyjna
W reprezentacji Burkiny Faso Narcisse zadebiutował w 1999. W 2002 został powołany do kadry na Puchar Narodów Afryki 2002, a w 2010 na Puchar Narodów Afryki 2010.